# Lyctocoris stalii
Lyctocoris stalii är en insektsart som först beskrevs av Reuter 1871.  Lyctocoris stalii ingår i släktet Lyctocoris och familjen näbbskinnbaggar. Inga underarter finns listade i Catalogue of Life.